# 時代力量分裂危機
時代力量分裂危機是指臺灣政黨時代力量於2017年至今發生的黨內分裂事件，結果導致了以黃國昌為首，還有包含台中黨部主委徐永明、高雄黨部主委陳惠敏等，主張與民進黨保持界線、「不當小綠」的幹部（下稱自主派），與支持跟民進黨合作對抗國民黨的幹部（下稱友綠派）內訌，造成親綠立法委員出走、基層與中央黨部產生矛盾，迄今已爆發五波退黨潮，以及時代力量及其支持者與民主進步黨支持者的衝突加劇。2020年立法委員選舉結果出爐，時代力量的5位區域立法委員候選人高鈺婷、林佳瑋、陳惠敏、張衞航及賴嘉倫全軍覆沒，但獲得3個全國不分區立法委員席次，度過首波分裂危機。2020年8月因徐永明疑似涉及SOGO案及外流錄音、人頭黨員等事件，徐永明、前臺北市議員黃郁芬、林穎孟、苗栗縣議員曾玟學、時任高雄市議員黃捷接連宣布退黨，黨內分裂危機再度爆發，接二連三的醜聞並引致對黨內的質疑。2023年，王婉諭當選黨主席，黃國昌加入台灣民眾黨，而時代力量因批評柯文哲、黃國昌，導致黨內另一批親柯、親昌宣布退黨。

## 第一波退黨潮
時代力量立黨時提出「進步價值」、「重新制憲」、「臺灣國家正常化」等主張，和民進黨的理念相去無幾，當時該黨最主要目標是進軍立法院，扮演關鍵的改革角色。不久之後，就演變成黨內路線之爭，究竟要以組黨人之一的林昶佐為首、以臺灣獨立為基礎、走向尋求與民進黨合作的政黨，或是以黃國昌為首、走自己新路線的第三勢力，黨員一直存在著不同見解；此項議題伴隨著社會議題和政黨輪替而逐漸浮上檯面，導致多位黨員先後退黨或離開原職位，爆發首波退黨潮：除了幾位未當選立委的成員陸續淡出政黨，其中作家馮光遠於2017年1月8日宣佈退黨，指稱時代力量已經變質成「國運昌隆黨」，雙關暗示全黨淪為特定人士的收割成果；翌日，時任時代力量籍立法委員林昶佐表示，黨務方面也許會有溝通不足的情形，黃國昌雖為立法委員，但黨中事宜也並非一人便能決斷，如果真有此情況，全黨需一同承擔。

## 第二波退黨潮

### 路線之爭
2019年6月8日，黃國昌公開在網路直播上表示，如果時代力量變成「小綠」（偏向民進黨），或是時代力量決定要走向「小綠」，「我會義無反顧地離開這個政黨」。同日，網紅「館長」陳之漢直播透露，黃國昌一度考慮退黨，另找人籌組新政黨。
7月14日，時代力量立委洪慈庸於臉書專頁稱「無法理解黃國昌」、「家人不該吵架了就揚言離家出走」。15日，原本與黃國昌同時期崛起並共同組成島國前進的太陽花學運領袖林飛帆，宣佈加入民進黨並擔任副秘書長，引發輿論譁然。7月17日，黃國昌在時代力量官方後援會中說，「寧願聽民進黨指令，然後背後開槍的，是哪種家人？」
同月，黃國昌揭露總統府侍衛室私菸案，重創民進黨形象，也造成時代力量與民進黨關係緊張；洪慈庸則試圖緩頰。但此事件仍造成了時代力量中泛綠支持者的不諒解，而使時代力量民調大跌，更加深了黨內友綠派的不滿。一連串的黨內路線紛爭，讓時代力量產生分裂危機。而時代力量立委高潞·以用·巴魕剌的國會辦公室主任陳恩澤涉嫌以職務之便獲取經濟部綠能補助，黨中央對此鐵腕祭出停權處分，最後開除高潞黨籍。對於高潞一案，外界部分矛頭指向黃國昌，認為他應該出面說明。綠黨桃園市議員王浩宇將矛頭對準時代力量立委黃國昌，揭發其他弊案時總挺身而出，對於陳恩澤涉案卻神隱20小時，「黃國昌委員，你在哪裡？你的公平正義在哪裡？」不過，在時代力量紀律委員會作成決議前，黃國昌並未對陳恩澤案多加說明；待作成決議後，才在臉書上向大家致歉。黃國昌表示，身為時力一份子，他肯定黨中央對此事不護短、不包庇的秉公處理，身為前任黨主席，他要對時代力量支持者與全國民眾致上最深的歉意，「感謝顯智主席（邱顯智）與孟秀秘書長（陳孟秀）的承擔」
7月26日，時代力量立委林昶佐和洪慈庸上周玉蔻的Hit FM聯播網節目《周玉蔻嗆新聞》，表示不支持時代力量自行提名2020年中華民國總統選舉候選人，並表態支持民進黨提名的總統蔡英文競選連任。7月31日，時代力量臺北市議員林亮君、黃郁芬、高雄市議員黃捷等在黨內連署串聯，呼籲黨內同仁力挺蔡英文連任。前時代力量發言人吳崢也在臉書發出萬言書，主張時力應和民進黨合作，此立場與自主派路線產生衝突。到了7月31日，無黨籍臺北市市長柯文哲宣佈籌組台灣民眾黨，外界解讀為將衝擊時代力量的2020年大選選情，時代力量有泡沫化的危機。

### 重要幹部紛紛求去
2019年8月1日，時代力量舉行決策會議，討論是否宣佈支持蔡英文連任，表決結果仍然沒有結論。當日下午，林昶佐宣佈退黨，並再次聲明基於國家利益支持蔡英文、也還是會繼續強力監督蔡總統。同日，洪慈庸再次聲明支持蔡英文總統連任。早在2017年即因不滿黃國昌的領導風格而退黨的馮光遠，對於林昶佐退黨一事表示力挺。8月2日，蔡英文特別肯定林昶佐、洪慈庸二人是非常認真的人才，希望他們繼續努力。8月13日，洪慈庸在邱顯智辭職黨主席後亦宣佈退黨，後續也表態支持蔡英文連任。而民進黨也發表聲明，維持「現任優先」原則，支持兩人參選立委連任。
此次分裂事件造成時代力量兩名友綠派區域立委退黨，黨內友綠派勢力衰退。另一方面，隨著2019年初時代力量決策委員會改選，創黨元老林世煜、林郁容落選，退出決策核心。而由於時代力量爆發內部路線爭執，以及友綠派立委退黨後，黃秀禎、林世煜、林郁容也相繼以決策委員會空轉、黨內沒有很好的溝通機制等理由為由宣佈退黨。

## 第三波退黨潮

### 徐永明接任黨魁
8月12日，隨著林昶佐退黨、開除高潞等事件引發時代力量支持者的疑慮與情緒失落，時代力量黨主席邱顯智宣佈辭去黨主席一職以示負起政治責任。8月20日，時代力量舉行第四任黨主席選舉，僅曾發動支持蔡英文連署的友綠派臺北市議員林亮君一個人登記參選，選舉結果14位決策委員中，僅4票同意、7票不同意，遭黨內友綠派展開抨擊：台北市的信義、南松山選區立委參選人陳雨凡指責黨中央寧願接受黃國昌的路線、同意犧牲區域立委，並批評黃國昌不願正面回應支持者疑問、卻指控別人放話；隨後前主席邱顯智便在臉書發文推薦黨內曾威凱、徐永明繼任，徐永明也在臉書表態願意「肩負顯智的重擔」。
8月21日，時代力量決策委員召開臨時會選出新任黨主席，自主派的徐永明得到7票，友綠派林亮君得到5票，徐永明成為時代力量第四任黨主席。隨後時代力量黨內友綠派再抨擊：台北市議員黃郁芬批評，由徐永明當選新任黨主席，就是過去該為時代力量流失民意基礎負責的「昌明敏體制」延續；希望未來決策委員會更透明公開，不要議而不決。
9月27日，時代力量在台北市的信義、南松山選區提名的立委參選人陳雨凡因民調落後民進黨新潮流系參選人許淑華而宣佈退選，並與許淑華合作要拉下尋求四連霸的國民黨立委費鴻泰。時代力量秘書長吳佩芸表示，黨中央事前未收到陳雨凡的通知，由於原先提名既是由決策委員會通過，黨中央將邀請陳雨凡到決策委員會進行討論與後續處理。然而陳雨凡自行與許淑華整合成功的情形，引發時代力量部分黨員不滿而連署要求黨中央將其除名。10月4日晚間，陳雨凡在臉書表示對時力徹底心寒，並以「團結抗中，道不相同」為由宣佈退黨。翌日，時代力量決策委員之一、時力臺北市議會黨團科技長蕭新晟跟進陳雨凡，以政黨理念不合的緣故宣佈辭去決策委員並退黨，並說「難接受政黨大於國家生存路線」。
11月8日，臺北市議員、時代力量決策委員林亮君及前時力發言人吳崢雙雙宣佈退黨。時代力量黨內知情人士指出，林亮君的退黨，與黨主席徐永明在決策群組中暴走回應其詢問「黃國昌被民眾黨力邀擔任首席不分區立委」一事，以及其他黨內責任歸屬問題有關。

### 立委提名
在高潞被開除黨籍後，時代力量立委人數一度下降至僅剩黃國昌和徐永明2人，產生時代力量立法院黨團是否「就地解散」的疑慮；直到確認鄭秀玲可遞補高潞的全國不分區立委席次，方才稍解時代力量的燃眉之急。
8月19日，時代力量現任立委黃國昌宣佈放棄競選連任，改由其辦公室主任賴嘉倫接棒參選；民進黨以「現任無意參選」為由，決定將於新北市的汐止、七星選區提名立委候選人。8月21日，民進黨中執會在時代力量已提名陳雨凡參選台北市的信義、南松山選區提名許淑華參選立委；翌日，時代力量發佈新聞稿，直指民進黨此舉「打破本月初兩黨主席對談的協議」，時代力量深表遺憾。9月18日，民進黨於新北市的汐止、七星選區提名林昶佐辦公室助理賴品妤對決賴嘉倫，時力兩大派系之爭在該選區正式展開。9月27日，陳雨凡因為民調仍落後許淑華，所以依當初協調方案宣佈退選，並宣稱要以「打敗國民黨」為第一要務，呼籲選民支持許淑華；對此，時代力量表示，事先並不知情，未來選務合作將以黨對談。時代力量黨內有人要求開除陳雨凡黨籍，10月4日陳雨凡宣布退黨。
2020年立法委員選舉結果出爐，時代力量的5位區域立法委員候選人高鈺婷、林佳瑋、陳惠敏、張衞航及賴嘉倫全軍覆沒，但總共獲得3個全國不分區立法委員席次，度過此波分裂危機。

## 第四波退黨潮

### 徐永明疑涉弊案
2020年7月31日，徐永明與時代力量中央黨部多名成員（含其辦公室主任林鈺傑、助理李承植）疑似涉及SOGO案，遭檢調搜索及約談並聲押禁見。2020年8月4日，因檢調無金流證據，法官裁定徐永明以新台幣80萬元交保、不限制出境。
2020年8月5日，徐永明向時代力量中央黨部表達，為了黨的團結，以及專心處理後續司法程序，主動退出時代力量。同日，時代力量台北市議員黃郁芬和林穎孟共同發表聲明，表示時代力量在這幾年中逐步成為了黨同伐異、背離初衷、和利用媒體匿名抹黑提出建言或不同意見的黨員的政黨，並宣布退出時代力量。時代力量在第十三屆台北市議會中失去所有的議員席次。當晚，時力決策委員會全體委員通過總辭案，決議在改選完成以前由立法院黨團總召集人邱顯智代表對外發言，黨主席一職將暫缺，即起生效；接下來三周內將完成15席的決策委員改選，再由新任決策委員互選出新任黨主席，任期至2021年2月28日止。

### 黃國昌錄音事件
決策委員總辭後，時代力量原訂於2020年8月25日進行網路投票3天，改選決策委員。2020年8月23日，臉書粉絲專頁「莫羽靜與她的墨水故事」公佈一份涉及黃國昌的錄音檔及所謂「徐昌敏」決策委員選舉配票名單，並發文「黃國昌把持時代力量最大派系徐昌敏派，長期黨內選舉搞黑箱內定，歷屆黨魁也都只是傀儡」，指錄音檔有4段有關2020選對會提名但被苗栗縣議員曾玟學跑票的抱怨為證。同日，在錄音檔中被黃國昌指責的曾玟學在臉書發文，宣布退出時代力量。

### 人頭黨員疑雲
2020年時代力量決策委員改選期間，高雄市議員黃捷胞妹黃蓉於8月25日爆料，指自己因為是黃捷親妹，就被時代力量指控為「人頭黨員」，不僅入黨申請被擱置2個月，甚至電子信箱帳號遭到登入「被投票」。黃捷表示，時代力量黨內選舉都不盡公平，黨內民主早已蕩然無存，黨中央拒絕讓這些願意再給時力機會的人加入，其實早就是拒絕改革；雖然很遺憾不捨，但也很無力，宣布即日起退出這場決策委員選舉，以無黨籍身份在鳳山繼續深耕；黃捷並於26日晚間無預警在臉書發文，宣佈退出時代力量。而接受黃捷親友入黨申請的時任雲林黨部主委雲林縣議員廖郁賢亦因此遭紀律委員會停權1年半而失去剛當選的決策委員資格，並遭黨中央配合媒體報導以「人頭黨員」、「中資介入」、「妨害選舉」、「偽造文書」等名目提告。2022年1月27日廖郁賢收到檢察官的不起訴處分書，其夫國立雲林科技大學講師簡端良批評，時代力量司法迫害，一句道歉都沒有。
2022年6月17日廖郁賢於臉書控訴，時代力量中央黨部派人傳話將收走雲林黨部資源、且計畫在同選區派出「地方派系二代」跟她競選，自曝「被退黨」並砲轟黨中央「菁英黃不懂非都會區的辛苦」；時代力量黨主席不分區立委陳椒華官方專頁留言回應聽說廖要加入民進黨，雖立即刪除留言，但已遭廖截圖並反諷時力動用網軍打壓黨內議員。8月29日廖郁賢以無黨籍身分登記參選連任雲林縣議員，同時於臉書發佈退黨聲明，表示這幾年始終無法與黨中央溝通，不斷被黨內自詡菁英的人壓迫。

## 第五波退黨潮

### 背景
2022年12月27日，時代力量全台議員原本16席議員剩餘6席議員。對此，立法委員王婉諭、邱顯智、決策委員李兆立、陳孟秀、曾威凱、廖子齊提出總辭，要求全體決策委員包括自己以及黨主席集體請辭並改選，認為應該共同承擔這次選舉的政治責任以示負責，加上指標性人物黃國昌站台台灣民眾黨支持的候選人黃珊珊，時代力量黨主席陳椒華卻裁示選後再處理。
2023年2月21日，時代力量舉行第四屆決策委員選舉，並於2月23日舉行第七任黨主席選舉，立法委員王婉諭當選黨主席並於同年3月1日上任。
而黨主席王婉諭委員、黨團總召邱顯智委員所領導時代力量主軸路線的行動時代派，被不少部分人認為只會監督在野黨，對黃國昌、柯文哲仇恨值高。

### 過程
2023年7月12日，因新北幼兒園餵藥案事件，時代力量黨主席王婉諭、新北黨部主委王薇君，先前與民進黨同聲譴責新北市政府，而後被提告。對此，立法委員陳椒華、決策委員賴嘉倫、陳志明、張衛航、湯茹婷、陳慶元、白卿芬，發表共同聲明要求黨中央以及黨公職應該對外公開道歉。臺中市議員吳佩芸也發文批評，不能接受處理黨中央的處理態度，也表示自己無法把政黨票投給「現在的時代力量」。黨中央應該要檢討後說明、該道歉的道歉，若變得不辨是非、若不虛心檢討，未來只會有更多人「失望地選擇離開時代力量」。
2023年9月3日，時代力量前副秘書長吳韋達宣布離開時代力量。
2023年10月6日，時代力量決策委員陳志明宣佈辭去決策委員並退出時代力量。
2023年10月13日，時代力量臺北市議員參選人林泓泰宣布退出時代力量。
2023年11月16日，時代力量前黨主席黃國昌宣布退出時代力量，並加入台灣民眾黨。
2023年11月23日，時代力量前新竹縣議員連郁婷，宣布因為時代力量秘書長李兆立在媒體公開黃國昌的退黨理由，因此退出時代力量。
2023年12月31日，時代力量前秘書長白卿芬宣布最後以時代力量黨員身分最後一天在時代力量。
2023年12月31日，時代力量決策委員、黨代表高偉淇宣布辭去決策委員及黨代表，並退出時代力量。
2024年1月7日，時代力量高雄黨部主委林凱，宣布因為邱顯智錄製影片《選前時力真心話之初衷篇-2023黃國昌背離初衷》、《選前時力真心話之小綠篇-時代力量是小綠？》批評黃國昌賣友求榮，因此辭去所有黨務並退出時代力量。
2024年1月8日，時代力量決策委員湯茹婷宣布辭去決策委員並退出時代力量。
2024年1月14日，時代力量立法委員陳椒華臺南服務處主任郭冠霖宣布退出時代力量。
2024年1月15日，時代力量黨籍新北市瑞芳區龍山里里長陳志強宣布退出時代力量。
2024年1月30日，時代力量花蓮縣議員參選人陳慶元宣布退出時代力量。
2024年2月4日，時代力量臺中市議員吳佩芸宣布退出時代力量。
2024年4月15日，時代力量前基隆市議員陳薇仲於社群平台上公布，已在同年1月14日拒繳黨費、已經不是時代力量黨員。
2024年5月24日，時代力量新竹市議員廖子齊出席「國會濫權，公民集結！」時提及，本人以及王婉諭一直很努力反對黃國昌把時代力量的立場和台灣民眾黨越來越拉近，但當時在黨內（決策委員會）一直都沒有取得多數派。我們現在也在站定我們的立場，過去我們不能接受黃國昌貼民眾黨，今天我們更不能容忍他，背棄了自己曾經在時代力量支持、10年前和公民團體站在一起的堅持，甚至去幫忙傅崐萁暗助親中的中共協力者、傷害台灣的民主。
2024年6月15日，曾任時代力量不分區立法委員鄭秀玲撰文批評黃國昌及藍白立委自我膨脹，並宣布退出時代力量黨籍。
2025年2月22日，時代力量前秘書長陳惠敏於社群平台上公布，自2020年離開時代力量立法院黨團後，就沒有參與政治工作、也沒有時代力量黨籍。
2025年3月，時代力量嘉義市議員王浩退出時代力量。
2025年5月10日，時代力量前黨主席陳椒華宣布退出時代力量，並稱如果没有家人同意，不会再加入政黨。對此，時代力量中央黨部秘書處回應：尊重陳椒華前委員的個人選擇

## 影響
2019年，時代力量在高雄市與新北市推出候選人挑戰民進黨立委，已經埋下與民進黨衝突的地雷。親綠立委林昶佐退黨後，一度促成民進黨與時代力量開啟對話；然而隨著邱顯智辭去黨魁、洪慈庸也退黨後，「自主派」的徐永明接任黨魁，讓時代力量黨內權力結構有了改變，黃國昌所代表的「主戰派」路線已成為黨內無法被抗衡的主流。2019年8月22日，時代力量臺北市議員黃郁芬批評，徐永明延續了「昌明敏」體制，是最該為民意流失負責的體制。時代力量與民進黨關係的丕變，導致時代力量支持度大跌；部分因友綠派而支持時代力量的選民批其為「背刺」（暗箭傷人），甚至改為支持綠黨、社會民主黨、基進黨、臺灣團結聯盟等親綠政黨。
2019年7月17日，針對林飛帆接任民進黨副秘書長一事，柯文哲幕僚認為，太陽花學運有其天時、地利、人和，但五年後時空背景不同，如今林飛帆對年輕族群的號召力已經沒有太陽花學運時期那麼強，林飛帆已經被歸類為「左派台獨憤青」；又認為，林飛帆加入民進黨，只是讓時代力量陷入路線之爭，讓民進黨收編時代力量黨內偏向進步光譜的一群，讓時代力量變成「下一個台灣團結聯盟」。2019年7月18日，林飛帆回應，「我當成是一種恭維、一種讚賞，左派台獨憤青不是什麼不好的詞彙」。
2019年8月15日，前太陽花學運人士「妖西」劉敬文在臉書發文表示，他已經看膩了靠時代力量奶水長大的「英犬」爭相比誰最勤王保皇（護航蔡英文）的投機主義劇碼，「英犬小狼跨黨舔英舔成那樣」更是噁心；如果大家的選擇是讓那些「英犬」成為台灣未來的政治棟樑，他可以大膽預言，十年、二十年後的台灣政治還是這個鳥樣子，因為台灣人自己熱愛投票給投機客、鼓勵投機行為，「台灣政治永遠走不出逆淘汰和劣幣逐良幣」。
2020年10月16日:部分時代力量退黨成員(多數成員於2023年相繼加入民進黨)，與民進黨、基進黨組成二〇四六 台灣。
2021年2月7日，國立中山大學教授廖達琪表示，小黨原本可以表達不同理念，2016年蔡英文當選總統即是得力於時代力量；但2020年林昶佐與洪慈庸退出時代力量，小黨變成大黨的依附者，小黨不是工具化、就是存活時間很短，小黨註定被大黨裂解與收編，「這對台灣民主並不健康」。
2021年11月4日，政務委員張景森在臉書發文評論時代力量對四大公投的立場，稱時代力量「一群聰明優秀的年輕人，集體智力卻只有13歲」、「理想是真的，可惜是膠狀」。2021年11月14日，珍愛藻礁公投推動團體在立法院舉辦記者會駁斥張景森說詞，珍愛藻礁公投領銜人潘忠政表示「13歲是還在成長中的智力，還是比已經老年癡呆、失去理想的民進黨好太多了」。2021年11月17日，時代力量於行政院中央大樓前舉辦記者會，邀請張景森與時代力量對四大公投進行公開辯論。2021年11月27日，張景森於時代力量「行動時代辦公室」開幕茶會致詞時表示，他身為執政黨的官員，不該批評在野黨，「這一點也是很抱歉，我會把話收回來」；但時代力量承載著太陽花學運後年輕人對「新政治」的期待，因此他非常關切時代力量的動態。張景森道歉後刪除相關文章。
2021年12月28日，精神科醫師林進嘉說，前中央研究院院長李遠哲曾為時代力量助選，希望年輕一代、民主幼苗能茁壯；蔡英文卻把時代力量15%的選票視為威脅，讓李遠哲相當不以為然。而依據他的了解，蔡英文對待小黨的態度顯露出她的威權思想，是2019年李遠哲公開反對蔡英文連任總統的原因之一。
2022年7月7日，時代力量立委王婉諭在臉書發文抨擊，新竹市市長暨民進黨桃園市市長候選人林智堅爆發論文門後，第一時間不是認錯、而是大打「悲情牌」迴避爭議，本日早上聲明更證明自己和教授都想「一魚兩吃」將新竹科學園區管理局研究計畫成果當成自己的研究產出。民進黨支持者與林智堅粉絲大舉出征王婉諭臉書，大罵「難怪時代力量會泡沫化」等語，要求她閉嘴。同年7月，林智堅論文門的涉案論文原創作者法務部調查局新竹市調查站調查官余正煌委請律師兼時代力量桃園市黨部主任委員曾威凱，為其指控林智堅抄襲。
2022年11月20日，由於民進黨以「抗中保台」為2022年九合一選舉主軸，黃國昌公開為無黨籍臺北市市長候選人黃珊珊助講時說，表示人民才是國家的主人，「抗中保台絕對不是拿來讓少數權貴勾結不肖商人、謀取私利的遮羞布」。
2023年3月18日，王婉諭在臉書發文抨擊，當時代力量堅定前行實踐進步價值、而與民進黨發生衝突時，有些民進黨支持者動輒扣帽子，認為「在中國威脅下談內政問題、強力監督民進黨」就是「中共同路人」；她真心認為，這種製造內部敵人的行為，是利用抗中保台謀取政治利益，實則傷害台灣。
2023年11月16日，黃國昌宣布退出時代力量、加入台灣民眾黨，公開支持台灣民眾黨主席柯文哲所提出的政治理念「把國家還給你」。

## 退黨者列表
| 姓名             | 退黨日期       | 退黨前主要經歷 |
| ---------------- | -------------- | --- |
| 胡博硯           | 2015年5月29日  | 創黨元老、新北市第八選舉區立法委員擬參選人、東吳大學教授、律師。 |
| 陳為廷           | 2016年1月18日  | 太陽花學運總指揮、苗栗縣第二選舉區立法委員補選擬參選人。 |
| 馮光遠           | 2017年1月8日   | 2014年臺北市市長候選人、新北市第一選舉區立法委員擬參選人、國家年金改革委員會委員、作家。                                                                                                   |
| 柯劭臻           | 2017年2月25日  | 第九屆全國不分區立法委員候選人、律師。 |
| 江明宗           | 2018年8月      | 軟體工程師、前時代力量臺南黨部執行長、前經濟部政策評估整合辦公室研究員。 |
| 林昶佐           | 2019年8月1日   | 創黨元老、前建黨工程隊隊長、前臺北市第五選舉區立法委員、前時代力量臺北黨部主任委員、時代力量決策委員、閃靈樂團主唱。                                                                       |
| 高潞·以用·巴魕剌 | 2019年8月6日   | 前第九屆全國不分區立法委員、第十屆平地原住民選舉區立法委員候選人、時代力量決策委員。 |
| 洪慈庸           | 2019年8月13日  | 前臺中市第三選舉區立法委員、時代力量決策委員、洪仲丘之姊。 |
| 林郁容           | 2019年8月15日  | 創黨元老、醫師，現任監察院監察委員。 |
| 林世煜           | 2019年8月24日  | 創黨元老、政論雜誌總編輯、黨外三林之一，已歿。 |
| 黃秀禎           | 2019年8月      | 創黨元老、律師。 |
| 林峯正           | 2019年10月2日  | 創黨元老，現任不當黨產處理委員會主任委員。 |
| 陳雨凡           | 2019年10月4日  | 民間司法改革基金會執行長、臺北市第七選舉區立法委員擬參選人、律師。 |
| 蕭新晟           | 2019年10月5日  | 臺北市第二選舉區議員候選人、前臺北市議會時代力量黨團科技長、時代力量決策委員。 |
| 林亮君           | 2019年11月8日  | 臺北市議員簡余晏助理、立法委員林昶佐特別助理、時代力量決策委員，現任民主進步黨黨籍臺北市第四選舉區議員。                                                                                   |
| 吳崢             | 2019年11月8日  | 太陽花學運媒體組長、前時代力量發言人、立法委員林昶佐助理、臺北市議員林亮君特別助理、臺北市第三選舉區議員候選人、新北市第八選舉區立法委員候選人，現任民主進步黨黨籍新聞輿情部主任兼發言人。 |
| 曾柏瑜           | 2019年         | 前新北市第八選舉區議員（遞補）、新北市第十一選舉區立法委員候選人。 |
| 陳惠敏           | 2020年         | 前時代力量秘書長、前時代力量立法院黨團主任、前時代力量高雄黨部主任委員、時代力量高雄市第七選舉區立法委員候選人。                                                                           |
| 徐永明           | 2020年8月5日   | 前第九屆全國不分區立法委員、前時代力量臺中黨部主任委員、時代力量決策委員、前時代力量黨主席（停職）、東吳大學教授。                                                                         |
| 林穎孟           | 2020年8月5日   | 立法委員林昶佐法案助理、前時代力量發言人、前臺北市第六選舉區議員、時代力量紀律委員。 |
| 黃郁芬           | 2020年8月5日   | 太陽花學運發言人、立法委員顧立雄助理、立法委員林昶佐助理、前臺北市第一選舉區議員，現任正常國家促進會政策中心主任                                                                           |
| 曾玟學           | 2020年8月23日  | 現任苗栗縣第五選舉區議員，前時代力量決策委員、苗栗縣第二選舉區立法委員候選人。 |
| 黃捷             | 2020年8月26日  | 前高雄市第九選舉區議員，現任民主進步黨黨籍高雄市第六選舉區立法委員。 |
| 翟本喬           | 2021年4月1日   | 時代力量第十屆全國不分區立法委員候選人，現任民眾黨國家治理學院主任。 |
| 廖郁賢           | 2022年8月29日  | 前雲林縣第一選舉區議員、前時代力量雲林黨部主任委員、時代力量決策委員（停權）。 |
| 仲惟鼎           | 2023年4月30日  | 臺灣網路紅人（谷阿莫）、YouTuber與企業家。 |
| 呂宇晟           | 2023年4月30日  | 前時代力量桃園市第三選舉區議員參選人、臺灣健身教練、YouTuber。 |
| 劉仕傑           | 2023年6月9日   | 前時代力量中央黨部國際部主任、前外交部歐洲司中東歐科科長、前駐洛杉磯台北經濟文化辦事處三等秘書。                                                                                           |
| 吳韋達           | 2023年9月3日   | 現任民眾黨籍彰化縣第一選舉區議員（遞補），前時代力量副秘書長、時代力量決策委員、時代力量彰化黨部主任委員。                                                                                 |
| 陳志明           | 2023年10月6日  | 前時代力量秘書長、時代力量決策委員，現任民眾黨立法委員黃國昌服務處主任、助理。 |
| 林泓泰           | 2023年10月13日 | 前時代力量臺北市第六選區議員選舉參選人。 |
| 王薇君           | 2023年10月20日 | 前時代力量新北黨部主任委員、行動時代副理事長。 |
| 黃國昌           | 2023年11月16日 | 前時代力量新北市第十二選舉區立法委員、前時代力量黨主席、時代力量第十屆全國不分區立法委員候選人之一，現任臺灣民眾黨黨籍第十一屆全國不分區立法委員兼任黨主席。                               |
| 連郁婷           | 2023年11月23日 | 前新竹縣第一選舉區議員。 |
| 白卿芬           | 2023年12月31日 | 前時代力量秘書長、前時代力量決策委員。 |
| 高偉淇           | 2023年12月31日 | 前時代力量決策委員、時代力量黨代表。 |
| 林凱             | 2024年1月7日   | 前高雄市第七選區議員、時代力量高雄黨部主任委員。 |
| 湯茹婷           | 2024年1月8日   | 前時代力量高雄市第十選區議員選舉參選人、時代力量決策委員、時代力量高雄黨部辦公室主任、時代力量立法委員陳椒華高雄服務處主任。                                                               |
| 郭冠霖           | 2024年1月14日  | 前時代力量臺南市八選區議員選舉參選人、時代力量立法委員陳椒華臺南服務處主任。 |
| 陳薇仲           | 2024年1月14日  | 前時代力量副秘書長、前基隆市第五選區議員、時代力量2022年基隆市市長候選人。 |
| 陳志強           | 2024年1月15日  | 時代力量新北市瑞芳區龍山里里長。 |
| 陳慶元           | 2024年1月30日  | 前時代力量花蓮縣第三選區議員參選人、時代力量決策委員、時代力量黨員代表、時代力量立法委員陳椒華花蓮服務處主任。                                                                             |
| 賴嘉倫           | 2024年1月      | 前時代力量立法院黨團主任、前時代力量決策委員、時代力量新北市第十二選舉區立法委員候選人，現任民眾黨立法委員陳昭姿國會辦公室主任。                                                           |
| 吳佩芸           | 2024年2月4日   | 現任臺中市第七選區選區議員、前時代力量秘書長。 |
| 曾威凱           | 2024年5月21日  | 創黨元老、前時代力量桃園黨部主任委員、前時代力量決策委員、律師。 |
| 鄭秀玲           | 2024年6月15日  | 前第九屆全國不分區立法委員（遞補）、國立臺灣大學教授。 |
| 王浩             | 2025年3月      | 現任嘉義市第二區選區議員，前時代力量嘉義黨部執行長、 時代力量立法委員陳椒華嘉義西區服務處主任。                                                                                            |
| 陳椒華           | 2025年5月10日  | 前時代力量黨主席、第十屆全國不分區立法委員。 |